# نیمبائرا
نیمبائرا (به انگلیسی: Nimbahera) یک منطقهٔ مسکونی در هند است که در بخش چیتورگره واقع شده‌است. نیمبائرا ۲۴ کیلومتر مربع مساحت و ۸۶٬۴۵۳ نفر جمعیت دارد و ۴۳۷ متر بالاتر از سطح دریا واقع شده‌است.